# Пізанський баптистерій
Пізанський баптистерій Святого Івана (італ. Battistero di San Giovanni) — римо-католицька церковна будівля у Пізі, Італія. Його будівництво розпочалось 1152 на місці більш раннього baptistry, а коли будівля була завершена 1363 року, вона стала другою збудованою, хронологічно, на П'яцца-дей-Міраколі (італ. Piazza dei Miracoli, букв. — площа Чудес), поблизу Пізанського собору та його окремо розташованої дзвіниці, знаменитої Пізанської вежі, та разом з площею включена до Світової спадщини ЮНЕСКО.
Баптистерій спроектував та наглядав за будівництвом першого поверху Діотісалві, чий підпис можна побачити на двох стовпах всередині будівлі, разом з датою 1153.

## Опис
Пізанський баптистерій є найбільшим в Італії, висотою 54,86 м та діаметром 34,13 м. Він є прикладом переходу від романського стилю до готики: його нижня частина збудована у романському стилі, з округлими арками, а верхня  - у готичному, з гострими арками. Баптистерій збудований з мармуру.

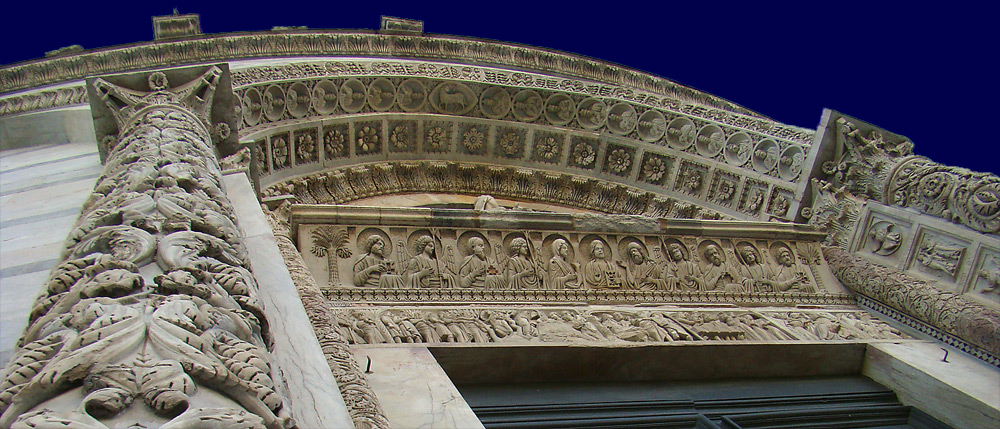
Портал баптистерію

Обабіч порталу, оберненого до фасаду собору, розташовані дві колони в античному стилі, а внутрішні одвірки виконані  у візантійському стилі. Перемичка розділена на два яруси: на нижчому зображені декілька епізодів з життя Івана Хрестителя, а на верхньому — Христос з Мадонною та Іваном Хрестителем обабіч, поруч з якими розташовані ангели та євангелісти.
Оригінальна форма баптистерію за проектом Діотісалві була відмінної від сучасної, ймовірно близькою до церкви Гробу Господнього у Пізі його ж роботи, збудованої за 40 років до того, з її пірамідальним дахом над восьмикутними стінами, та натхненна Храмом Соломона та Куполом Скелі. Але після смерті архітектора, Нікола Пізано продовжив будівництво, змінивши стиль на більш сучасний йому готичний, та додавши зовнішній дах у формі куполу. Наслідком існування двох дахів — пірамідального внутрішнього та купольного зовнішнього, інтер'єр має ідеальну акустику, з характеристиками резонансної камери.
Інтер'єр вражаючий, але мало прикрашений. Восьмикутна купіль по центру була створена 1246 року Гвідо Бігареллі да Комо, а бронзова скульптура Івана Хрестителя по центру купелі є роботою Італо Грізеллі.
Кафедра була створена між 1255—1260 роками Ніколою Пізано, батьком Джованні Пізано, який створив кафедру у Пізанському соборі. Сцени на кафедрі, особливо класична антична форма оголеного Геракла, які повертають античні правила скульптури, роблять Ніколу Пізано одним з найбільш важливих попередників скульптури Італійського Відродження — огляд Італійського Відродження часто починаються саме з 1260 року.
Збудований на тому самому нестабільному піску, що і вежа, і собор, баптистерій нахилений на 0,6 градуси в напрямку собору. 

## Галерея

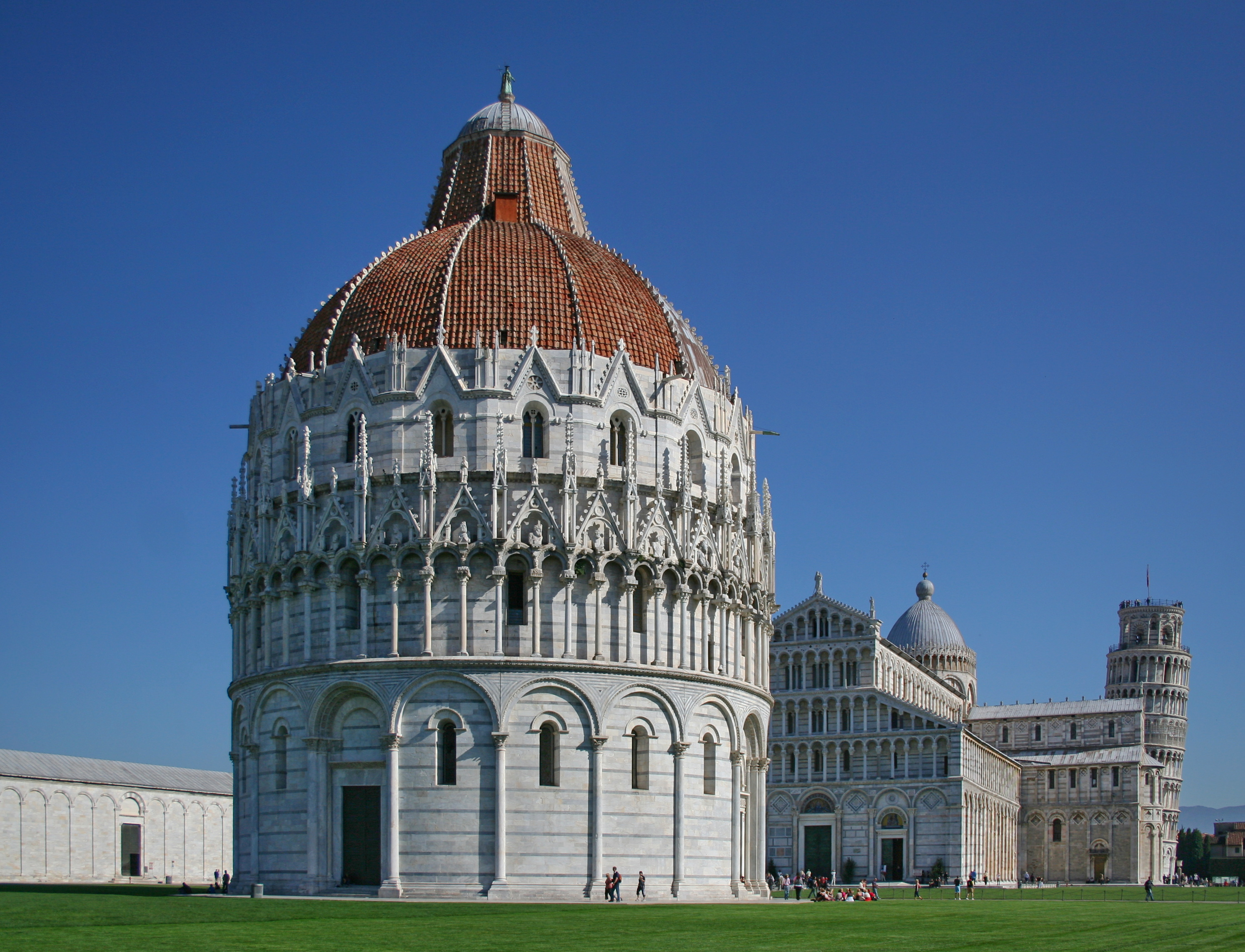
Баптистерій з собором та вежею
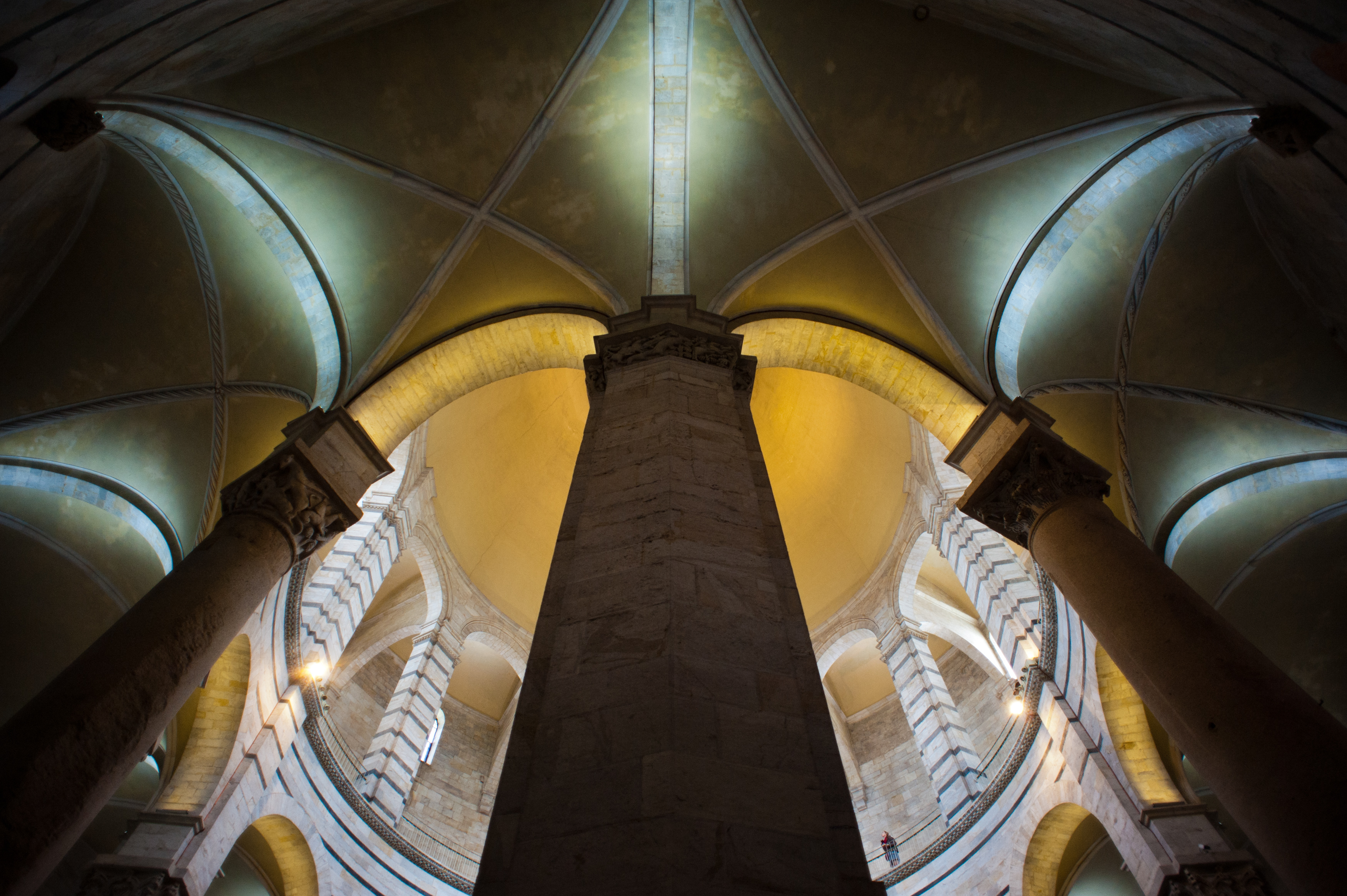
Колони баптистерію
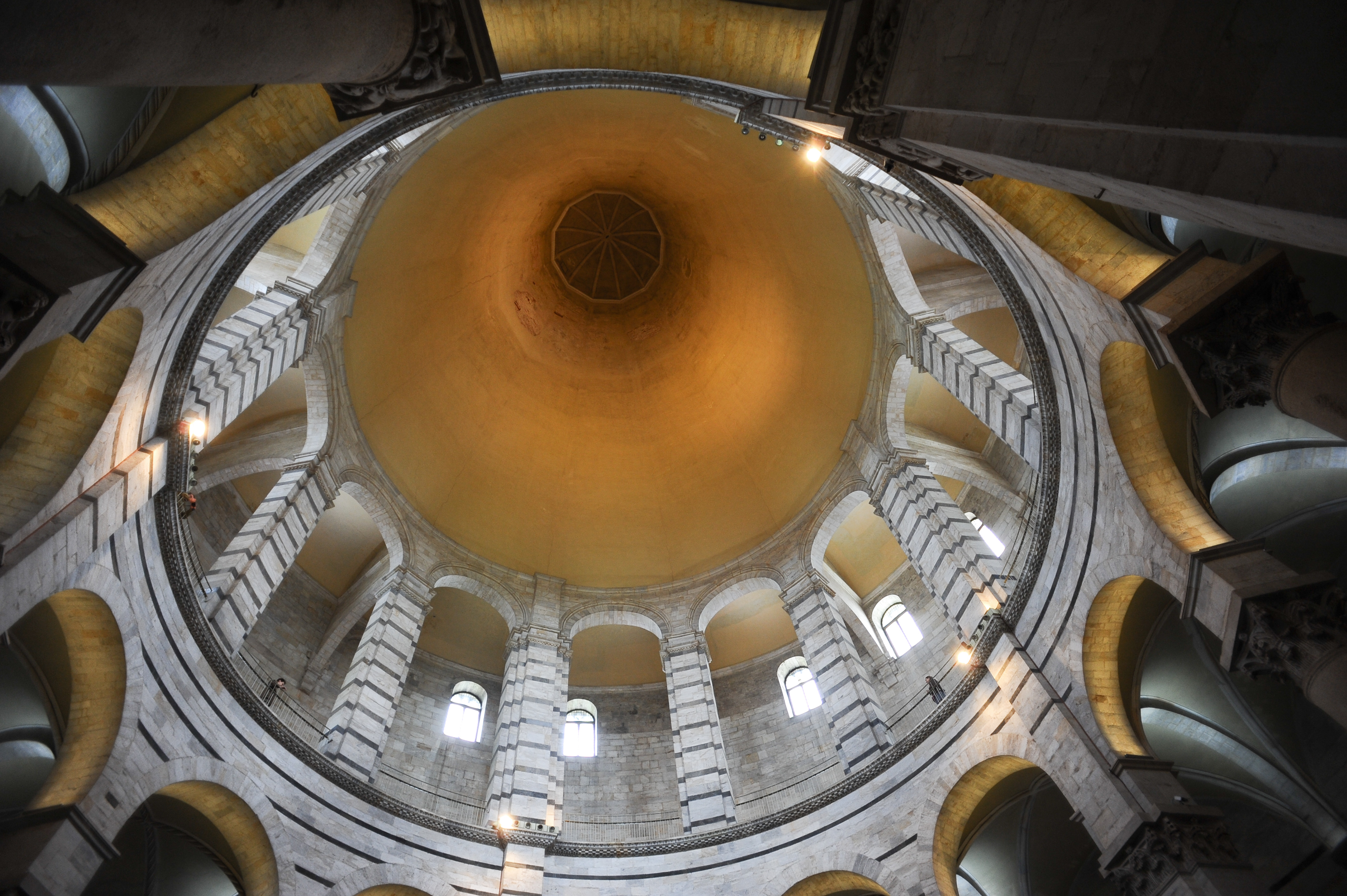
Купол баптистерію
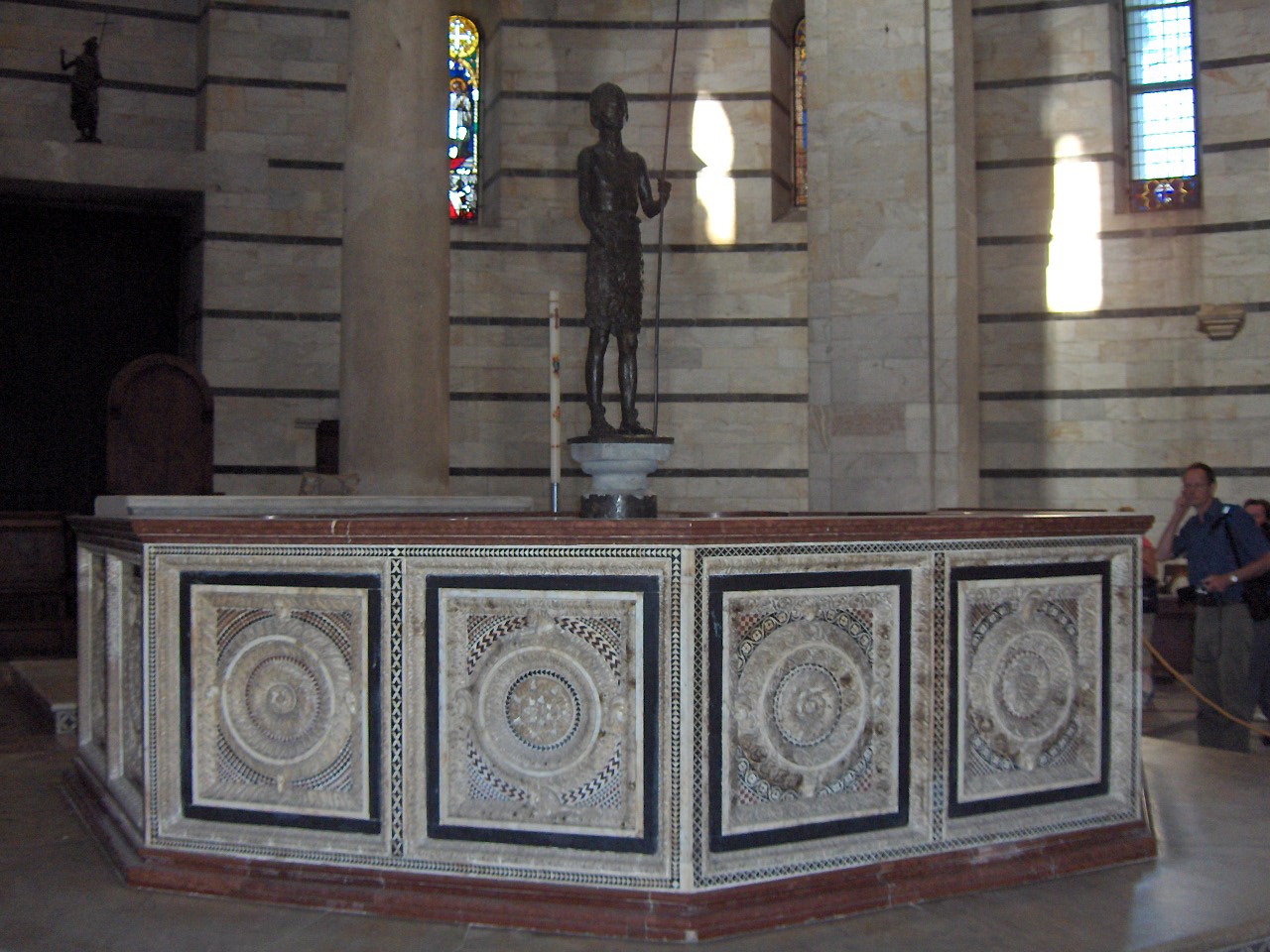
Купіль
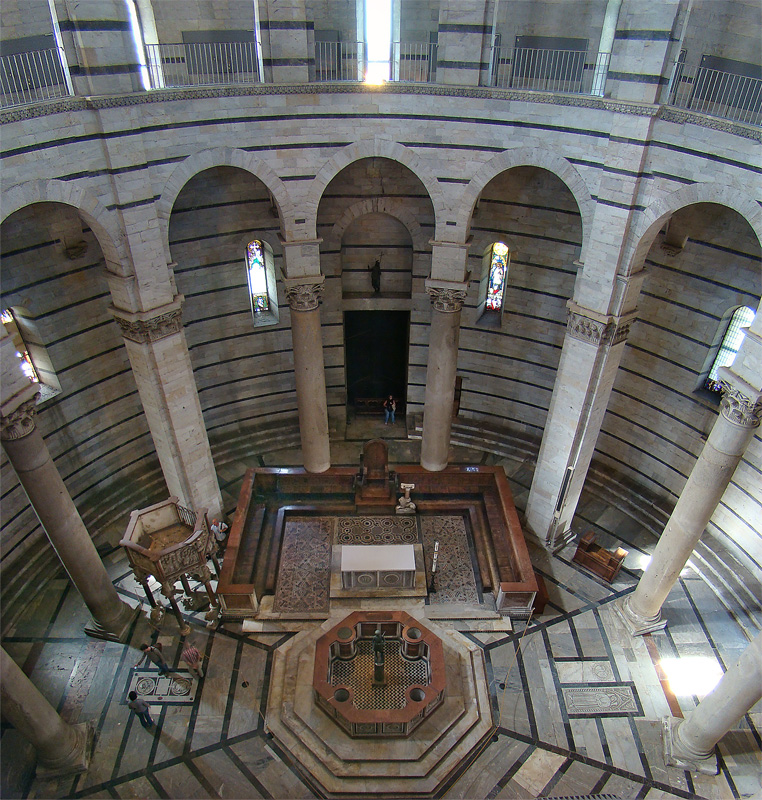
Інтер'єр
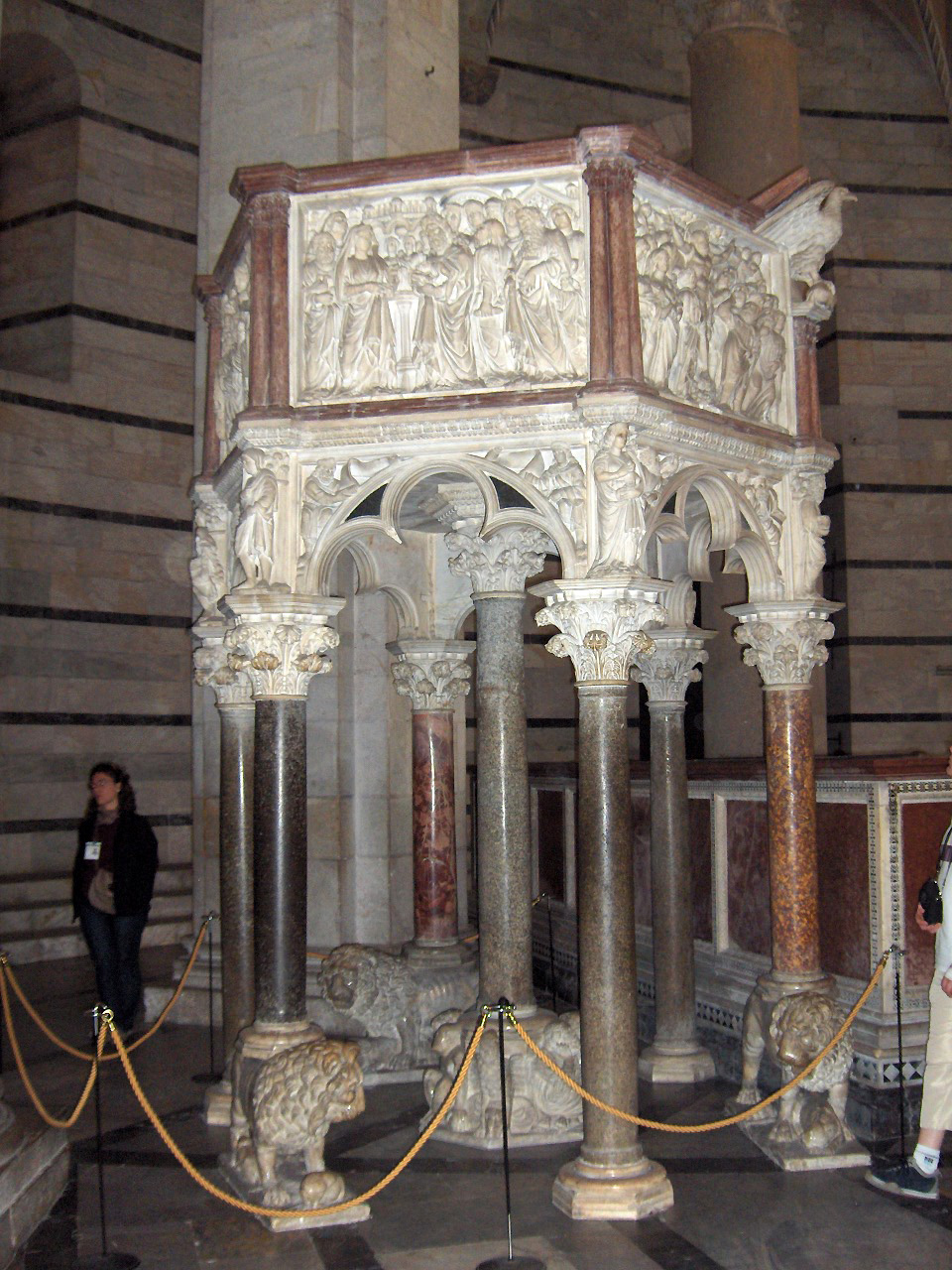
Кафедра роботи Нікола Пізано
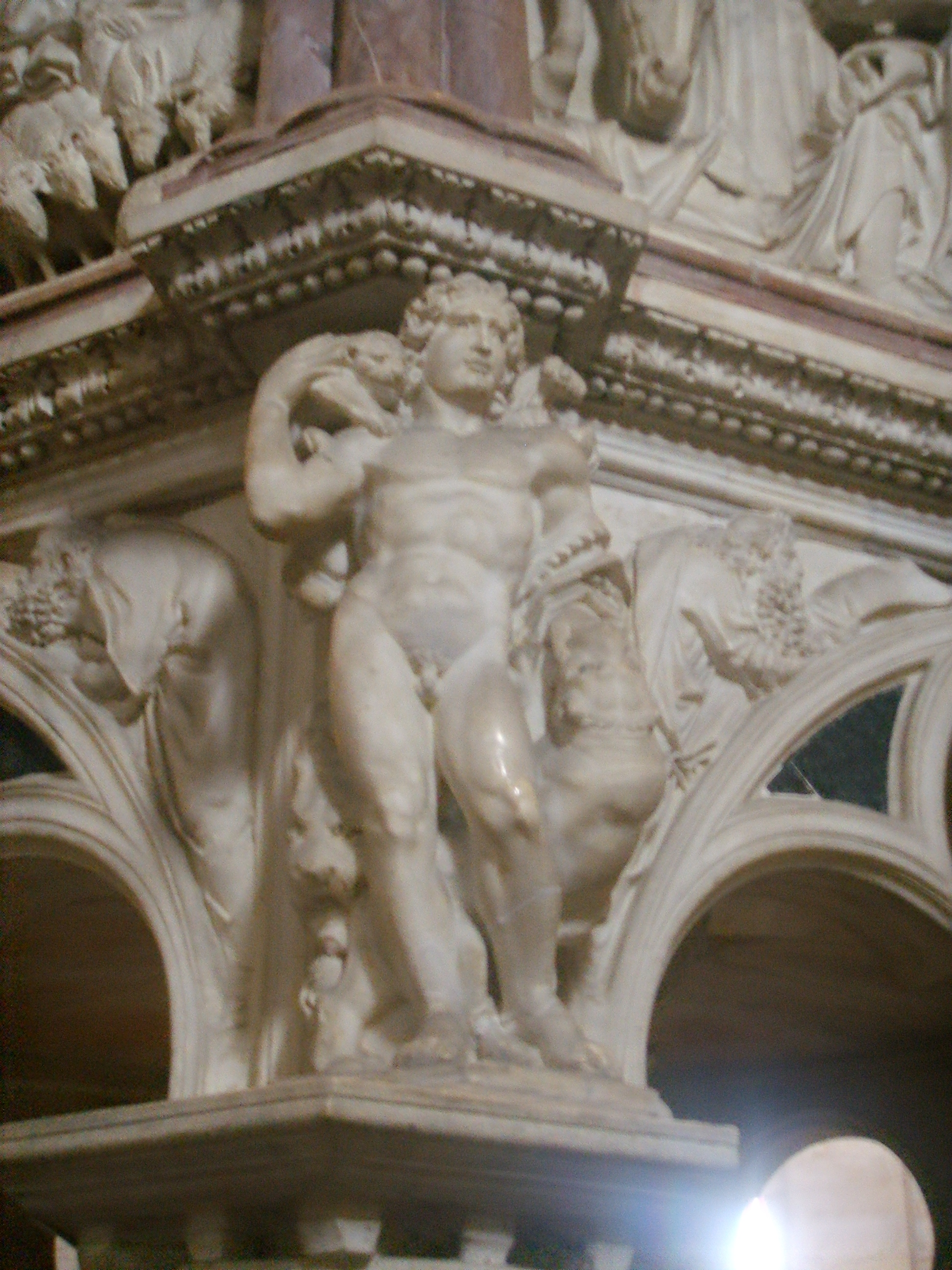
Геракл на кафедрі
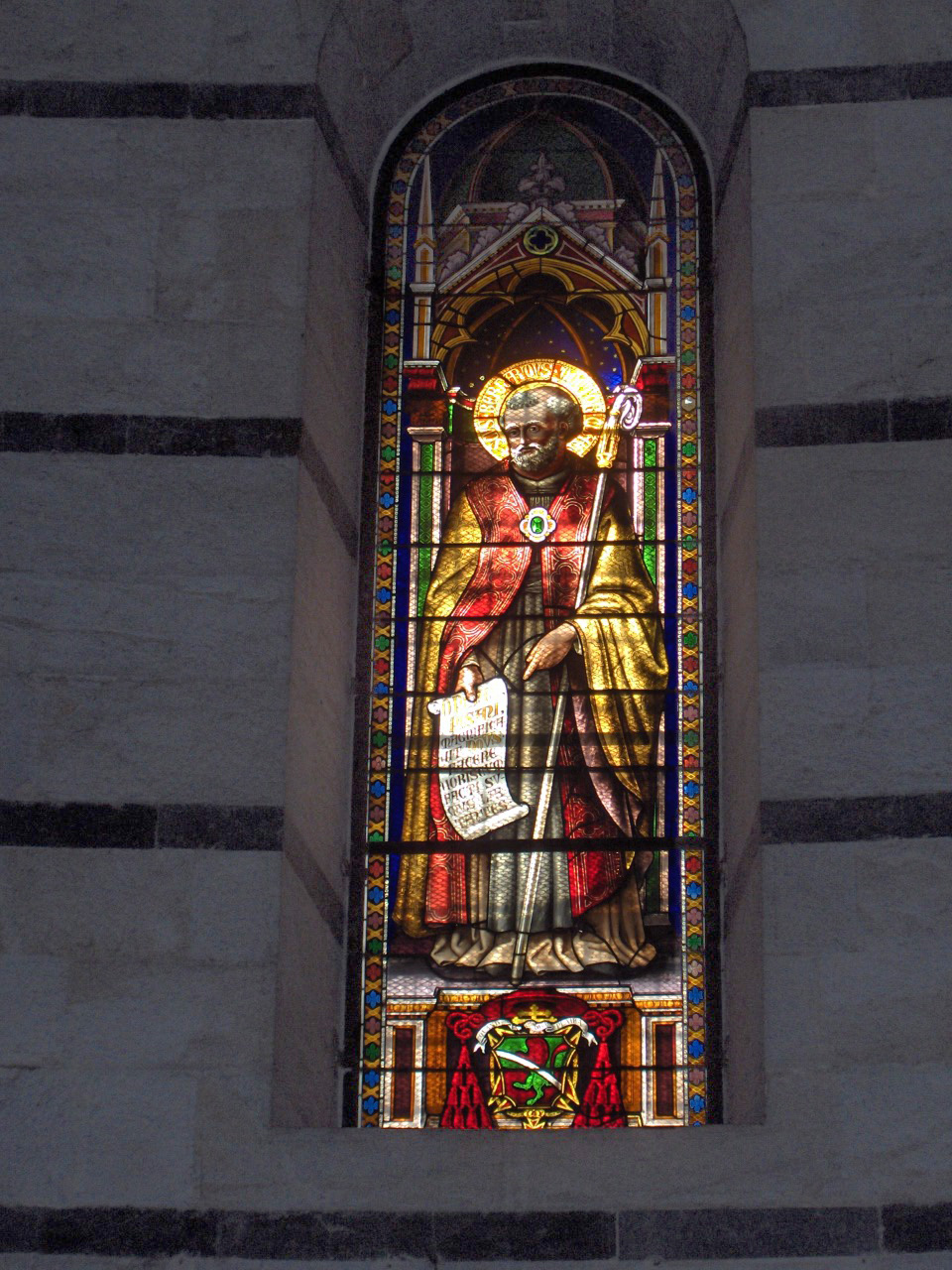
Вітраж
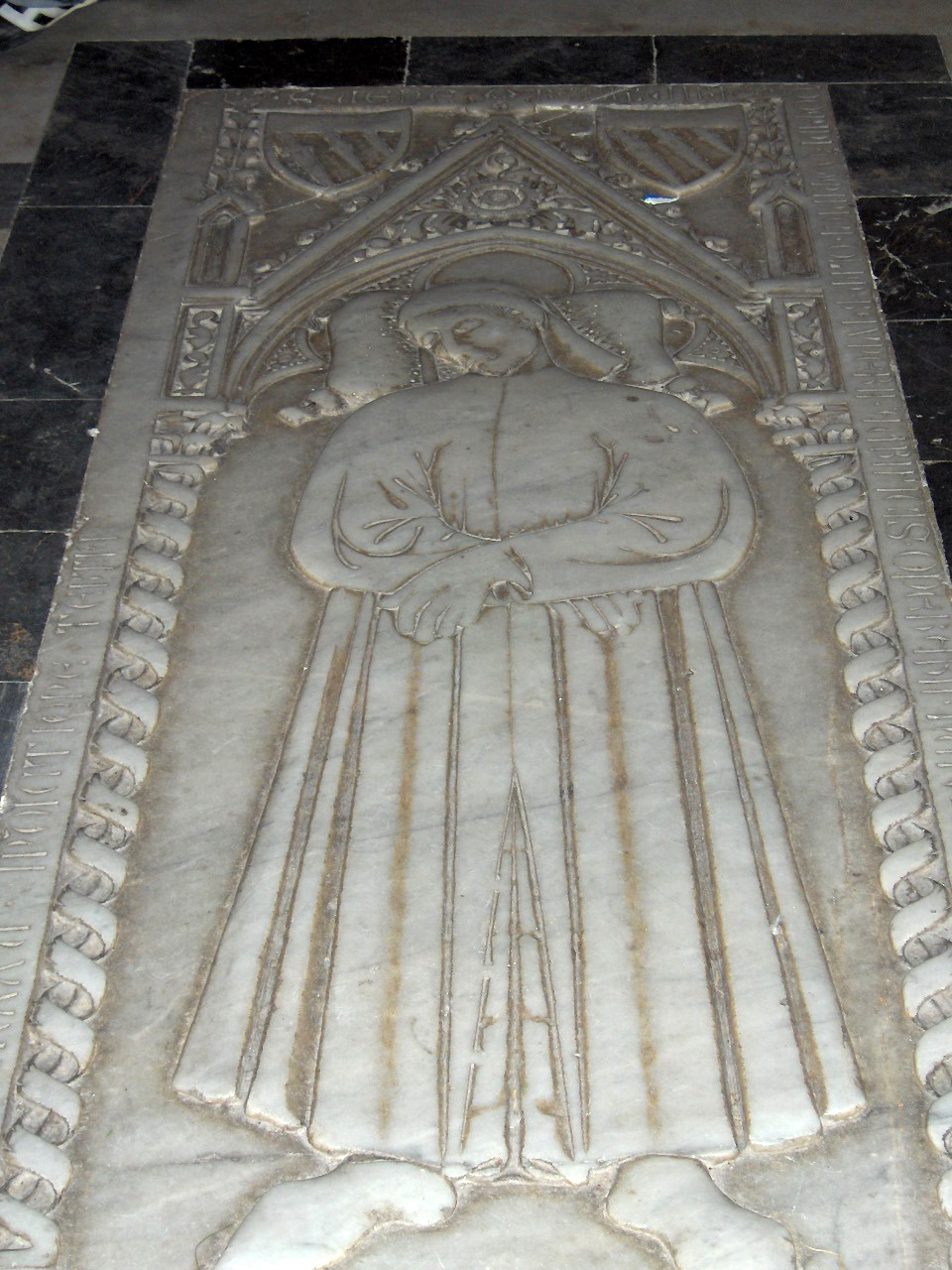
Надгробок